# Пелиновка
Пелиновка (укр. Пелинівка) — село на Украине, находится в Черневецком районе Винницкой области.
Код КОАТУУ — 0524982303. Население по переписи 2001 года составляет 338 человек. Почтовый индекс — 24121. Телефонный код — 4357.
Занимает площадь 1,105 км².

## Религия
В селе действует храм Всех Святых Черневецкого благочиния Могилёв-Подольской епархии Украинской православной церкви.

## Адрес местного совета
24120, Винницкая область, Черневецкий р-н, с. Володиевцы, ул. Колгоспна, 8